# Neurofibromatosi di tipo 2
La neurofibromatosi di tipo 2 (NF2), è una malattia ereditaria a trasmissione autosomica dominante che colpisce all'incirca un nato su 330 000 persone e mostra una prevalenza di 1 su 210 000 individui.
È una malattia del sistema nervoso dovuta a turbe dell'istogenesi su base genetica, a carico del cromosoma 22, dovute a mutazioni del gene che codifica per la neurofibromina 2.
Si distingue dalla neurofibromatosi di von Recklinghausen, 10 volte più frequente, per la presenza di neurinomi bilaterali del nervo acustico che originano dalle cellule di Schwann (schwannomi).
I pazienti con NF2 sviluppano sordità.
Possono associarsi altri tumori come i meningiomi, mentre le lesioni cutanee caratteristiche della NF1 sono meno comuni e meno estese.

## Storia
I primi a descrivere i sintomi della neurofibromatosi di tipo 2 furono Wishart nel 1822 e Knoblauch nel 1843, che precedettero di gran lunga la descrizione clinica della più evidente neurofibromatosi di tipo 1.
Negli anni 1910 Henschen e Cushing ricondussero i sintomi della malattia ad una forma di neurofibromatosi e il suo carattere ereditario autosomico dominante fu dimostrato nei due decenni successivi, ma fu sono negli anni 1970 che si arrivò ad una distinzione precisa tra le due forme di neurofibromatosi grazie ai lavori Young, Eldridge e Gardner, ai quali seguirono importanti studi riguardanti i geni e le proteine legate alla patologia.

## Eziologia e Clinica
La malattia a trasmissione dominante si manifesta con due forme di diversa gravità:
- Variante di Gardner, che spesso comporta solo schwannomi vestibolari in età adulta, è la più lieve e pare sia imputabile a mutazioni spiace-site, inserzioni o delezioni
- Variante di Wishart, la forma più grave, si manifesta nel 31% circa dei pazienti prima dei 15 anni ed è caratterizzata da schwannomi vestibolari e periferici ed altri tumori del sistema nervoso centrale. L'eziologia di questa forma è invece meglio definita ed risulta a carico di mutazioni non-sense nel gene NF2, che produce le due isoforme della merlina, proteina col ruolo di onco-soppressione,

La neurofibromatosi di tipo 2 a mosaico o segmentale, che colpisce un individuo su 330 000 ed è causata dal mosaicismo del gene della NF2, può comportare in un emilato o in segmenti circoscritti schwannomi vestibolari, meningiomi, altri tumori del sistema nervoso centrale e talvolta schwannomi periferici.
Un'altra probabile variante allelica, che quindi sarebbe causata da specifiche mutazione del gene NF2, è rappresentata dalla schwannomatosi, in cui si osservano molti schwannomi cutanei con tumori del sistema nervoso centrale e altri segni neurologici, in assenza di effetti tipici della neurofibromatosi di tipo 2. Nella schwannomatosi segmentale, condizione ricondotta in alcuni casi a mutazioni somatiche, invece si riscontrano solo schwannomi periferici in zone circoscritte del tronco o degli arti.